# Théâtre de la Manufacture des Abbesses
Théâtre de la Manufacture des Abbesses je divadlo na Montmartru v Paříži na adrese 7, rue Véron otevřené v listopadu 2006. Jde o nezávislé divadlo věnované současným autorům s kapacitou 120 diváků. Od jeho otevření ho vede herečka Sophie Vonlanthen a autor Yann Reuzeau.

## Historie
Původně kovářskou dílnu převzala audiovizuální produkční společnost. Poté byla budova opuštěná, poté sloužila squaterům a byla vybydlena. V roce 2006 noví majitelé budovu zrekonstruovali a vytvořili z ní divadlo Manufacture des Abbesses.